# Драммонд (Нью-Брансвік)
Драммонд (англ. Drummond) — село в Канаді, у провінції Нью-Брансвік, у складі графства Вікторія.

## Населення
За даними перепису 2016 року, село нараховувало 737 осіб, показавши скорочення на 4,9%, порівняно з 2011-м роком. Середня густина населення становила 82,9 осіб/км².
З офіційних мов обидвома одночасно володіли 565 жителів, тільки англійською — 30, тільки французькою — 135. Усього 5 осіб вважали рідною мовою не одну з офіційних.
Працездатне населення становило 60,6% усього населення, рівень безробіття — 6,5%.
Середній дохід на особу становив $31 949 (медіана $28 787), при цьому для чоловіків — $38 357, а для жінок $26 053 (медіани — $34 347 та $23 488 відповідно).
36,5% мешканців мали закінчену шкільну освіту, не мали закінченої шкільної освіти — 26,2%, 38,1% мали післяшкільну освіту, з яких 16,7% мали диплом бакалавра, або вищий.
| Статево-вікова структура населення | Статево-вікова структура населення | Статево-вікова структура населення | Статево-вікова структура населення | Статево-вікова структура населення |
| ---------------------------------- | ---------------------------------- | ---------------------------------- | ---------------------------------- | ---------------------------------- |
|                                    |                                    |                                    |                                    |                                    |
| Всього                             | Всього                             | 47,6%52,4%                         |                                    |                                    |
| 0 — 14 років                       | 0 — 14 років                       |                                    | 15,5%                              | 15,5%                              |
| 15 — 64 років                      | 15 — 64 років                      |                                    | 64,9%                              | 64,9%                              |
| 65 і більше                        | 65 і більше                        |                                    | 19,6%                              | 19,6%                              |
| 85 і більше                        | 85 і більше                        |                                    | 1,4%                               | 1,4%                               |
| Середній вік (років)               | Середній вік (років)               | 46,243,5                           | 44,8                               | 44,8                               |
| Медіана (років)                    | Медіана (років)                    | 52,846,7                           | 50,4                               | 50,4                               |
| — чоловіки — жінки                 |                                    |                                    |                                    |                                    |

| Походження мешканців:     | Походження мешканців:     | Походження мешканців: | Походження мешканців: | Походження мешканців: |
| ------------------------- | ------------------------- | --------------------- | --------------------- | --------------------- |
| Походження                |                           |                       | осіб                  | %                     |
| Корінні американці        | Корінні американці        |                       | 25                    | 3.4%                  |
| Інше північноамериканське | Інше північноамериканське |                       | 550                   | 74.83%                |
| Європейське               | Європейське               |                       | 300                   | 40.82%                |
| британське                | британське                |                       | 65                    | 8.84%                 |
| французьке                | французьке                |                       | 270                   | 36.73%                |

## Клімат
Середня річна температура становить 3,4°C, середня максимальна – 22,5°C, а середня мінімальна – -20,9°C. Середня річна кількість опадів – 1 047 мм.
| Клімат поселення                              | Клімат поселення | Клімат поселення | Клімат поселення | Клімат поселення | Клімат поселення | Клімат поселення | Клімат поселення | Клімат поселення | Клімат поселення | Клімат поселення | Клімат поселення | Клімат поселення | Клімат поселення |
| Показник                                      | Січ.             | Лют.             | Бер.             | Квіт.            | Трав.            | Черв.            | Лип.             | Серп.            | Вер.             | Жовт.            | Лист.            | Груд.            |                  |
| Середній максимум, °C                         | −7,15            | −5,47            | 1,34             | 9,00             | 16,93            | 22,54            | 22,40            | 21,16            | 16,07            | 9,92             | 3,54             | −4,85            |                  |
| Середня температура, °C                       | −14              | −12,34           | −5,52            | 2,14             | 10,08            | 15,68            | 18,39            | 17,16            | 12,06            | 5,92             | −0,47            | −8,87            |                  |
| Середній мінімум, °C                          | −20,86           | −19,19           | −12,38           | −4,71            | 3,21             | 8,82             | 14,38            | 13,14            | 8,03             | 1,91             | −4,5             | −12,88           |                  |
| Норма опадів, мм                              | 81               | 62               | 68               | 66               | 85               | 93               | 115              | 106              | 101              | 88               | 94               | 88               |                  |
| Середньомісячна швидкість вітру, м/с          | 3.90             | 3.98             | 4.19             | 3.99             | 3.74             | 3.39             | 3.04             | 3.00             | 3.30             | 3.62             | 3.80             | 3.82             |                  |
| Середньомісячна сонячна радіація, кДж/м²·день | 5036             | 8413             | 12282            | 15838            | 18469            | 20326            | 19684            | 17310            | 12690            | 7774             | 4607             | 3809             |                  |
| --------------------------------------------- | ---------------- | ---------------- | ---------------- | ---------------- | ---------------- | ---------------- | ---------------- | ---------------- | ---------------- | ---------------- | ---------------- | ---------------- | ---------------- |
| Джерело:                                      |                  |                  |                  |                  |                  |                  |                  |                  |                  |                  |                  |                  |                  |